# Азербайджан на летних Паралимпийских играх 2016
Азербайджан на летних Паралимпийских играх 2016 был представлен в пяти видах спорта (дзюдо, лёгкой атлетике, плавании, пауэрлифтинге, и стрельбе из лука и спортивной стрельбе). В состав сборной Азербайджана вошли 24 человека (19 мужчин и 5 женщин).

## Медали
| Золото  |                  |                                                  |             |
| №       | Спортсмены       | Вид спорта (дисциплина)                          | Дата        |
| 1       | Рамиль Гасымов   | Дзюдо (до 73 кг, мужчины)                        | 9 сентября  |
| Серебро |                  |                                                  |             |
| №       | Спортсмены       | Вид спорта (дисциплина)                          | Дата        |
| 1       | Байрам Мустафаев | Дзюдо (до 66 кг, мужчины)                        | 8 сентября  |
| 2       | Елена Чебану     | Лёгкая атлетика (бег на 100 м, Т12, женщины)     | 9 сентября  |
| 3       | Камиль Алиев     | Лёгкая атлетика (прыжки в длину, Т12, мужчины)   | 10 сентября |
| 4       | Елена Чебану     | Лёгкая атлетика (прыжки в длину, Т12, женщины)   | 13 сентября |
| 5       | Дмитрий Салей    | Плавание (100 м брассом, S12, мужчины)           | 13 сентября |
| 6       | Роман Салей      | Плавание (100 м на спине, S12, мужчины)          | 14 сентября |
| 7       | Дмитрий Салей    | Плавание (50 м вольным стилем, S12, мужчины)     | 17 сентября |
| 8       | Ирада Алиева     | Лёгкая атлетика (метание копья, F12/13, женщины) | 17 сентября |
| Бронза  |                  |                                                  |             |
| №       | Спортсмены       | Вид спорта (дисциплина)                          | Дата        |
| 1       | Ровшан Сафаров   | Дзюдо (до 81 кг, мужчины)                        | 9 сентября  |
| 2       | Елена Чебану     | Лёгкая атлетика (бег на 200 м, Т12, женщины)     | 12 сентября |

| Медали по видам спорта | Медали по видам спорта | Медали по видам спорта | Медали по видам спорта | Медали по видам спорта |
| ---------------------- | ---------------------- | ---------------------- | ---------------------- | ---------------------- |
| Вид спорта             | 1                      | 2                      | 3                      | Итого                  |
| Дзюдо                  | 1                      | 1                      | 1                      | 3                      |
| Лёгкая атлетика        | 0                      | 4                      | 1                      | 5                      |
| Плавание               | 0                      | 3                      | 0                      | 3                      |
| Всего                  | 1                      | 8                      | 2                      | 11                     |

| Медали по дням | Медали по дням | Медали по дням | Медали по дням | Медали по дням |
| -------------- | -------------- | -------------- | -------------- | -------------- |
| Дата           | 1              | 2              | 3              | Итого          |
| 8 сентября     | 0              | 1              | 0              | 1              |
| 9 сентября     | 1              | 1              | 1              | 3              |
| 10 сентября    | 0              | 1              | 0              | 1              |
| 11 сентября    | 0              | 0              | 0              | 0              |
| 12 сентября    | 0              | 0              | 1              | 1              |
| 13 сентября    | 0              | 2              | 0              | 2              |
| 14 сентября    | 0              | 1              | 0              | 1              |
| 15 сентября    | 0              | 0              | 0              | 0              |
| 16 сентября    | 0              | 0              | 0              | 0              |
| 17 сентября    | 0              | 2              | 0              | 2              |
| 18 сентября    | 0              | 0              | 0              | 0              |
| Всего          | 1              | 8              | 2              | 11             |

| Медали по полу | Медали по полу | Медали по полу | Медали по полу | Медали по полу |
| -------------- | -------------- | -------------- | -------------- | -------------- |
| Пол            | 1              | 2              | 3              | Итого          |
| Мужчины        | 1              | 5              | 1              | 7              |
| Женщины        | 0              | 3              | 1              | 4              |
| Всего          | 1              | 8              | 2              | 11             |

## Состав сборной

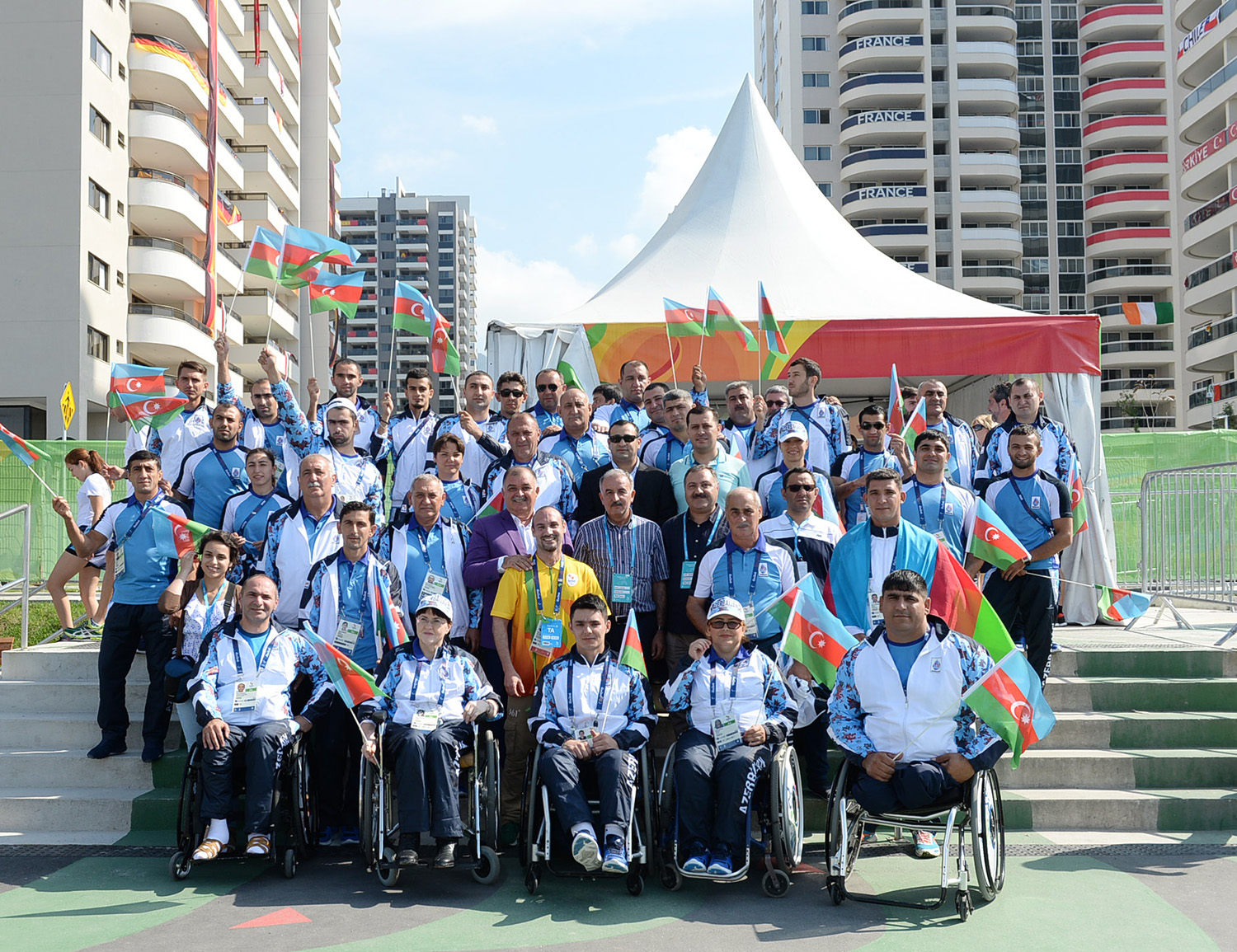
Паралимпийская сборная Азербайджана в Олимпийской деревне

В паралимпийскую сборную Азербайджана вошло 24 спортсмена, включая двух гидов. 7 спортсменов представляют страну в соревнованиях по паралимпийскому дзюдо, 11 — по лёгкой атлетике, 2 — в плавание и столько же в пауэрлифтинге, и по одному в пулевой стрельбе и стрельбе из лука. Самым молодым спортсменов в сборной была двадцатилетняя дзюдоистка Сабина Абдуллаева, а самым пожилым — ветеран сборной Азербайджана стрелок пятидесятипятилетняя Елена Таранова, для которой эти Паралимпийские игры были пятыми в карьере.
В результате дисквалификации сборной России из-за допингового скандала лицензии, заработанные российскими паралимпийцами были распределены между остальными странами. Азербайджан получил три лицензии, которые должны были достаться победительнице Паралимпийских игр Лондона дзюдоистке Афаг Султановой, дзюдоисту Рамину Алиеву и бронзовому призёру Лондона легкоатлету Гусейну Гасанову. Для этих спортсменов были даже куплены билеты. Однако, официальные представители страны отказались принять эти лицензии, заявив, что решение о недопущении российских паралимпийцев на Игры было несправедливым. По словам министра молодёжи и спорта Азербайджана Азада Рагимова, спортсмен, не заработавший лицензию, не может принять участие в Олимпиаде. Официальный представитель МИД России Мария Захарова выразила признательность Азербайджану за отказ от лицензий, которые были отняты у российских паралимпийцев.
 Дзюдо
1. Рамин Ибрагимов
2. Байрам Мустафаев
3. Рамиль Гасымов
4. Ровшан Сафаров
5. Кянан Абдуллаханлы
6. Ильхам Закиев
7. Сабина Абдуллаева

 Лёгкая атлетика
1. Кямиль Алиев
2. Руфат Рафиев
3. Эльчин Мурадов
4. Эльмир Джабраилов
5. Самир Набиев
6. Олохан Мусаев
7. Олег Панютин
8. Елена Чебану
9. Ирада Алиева

 Пауэрлифтинг
1. Разм Азар
2. Эльшан Гусейнов

 Плавание
1. Дмитрий Салей
2. Роман Салей

 Стрельба
1. Елена Таранова

 Стрельба из лука
1. Зинйет Велиева

## Результаты соревнований

### Дзюдо
Азербайджан в соревнованиях по дзюдо был представлен семью дзюдоистами (пятью мужчинами и одной девушкой). Сборная Азербайджана по дзюдо провела пять тренировочных сборов, которые прошли в Турции, Грузии и Азербайджане. Последний учебно-тренировочный сбор перед Паралимпиадой в первой половине августа был проведён в Гёйгёльском олимпийском комплексе. 2 сентября команда отправилась в Рио-де-Жанейро.

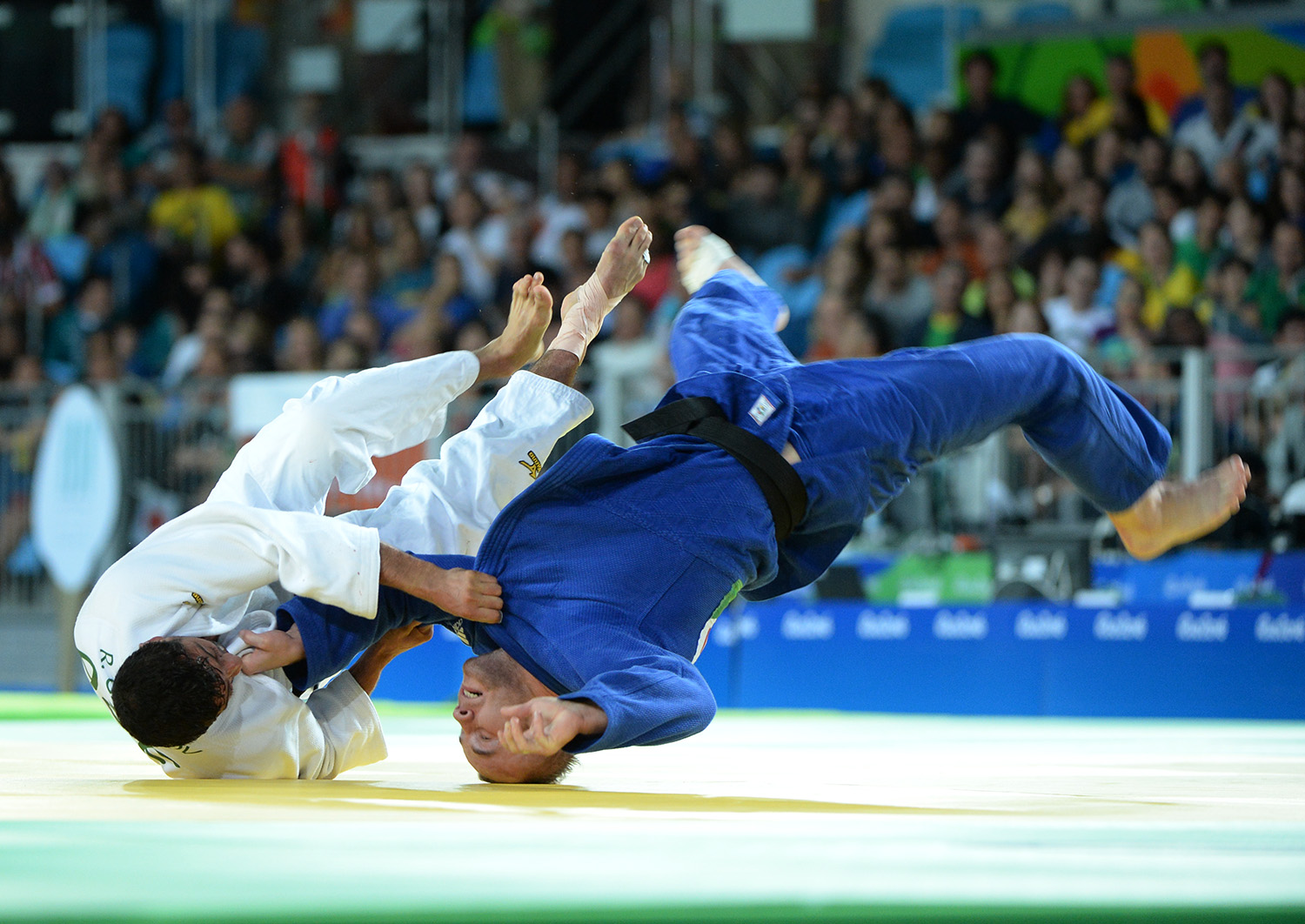
Рамиль Гасымов (в белом) делает бросок против украинского дзюдоиста в финале

Основными претендентами на победу считались лидер сборной двукратный чемпион Паралимпийских игр Ильхам Закиев в весовой категории свыше 100 кг и победитель Паралимпиады-2012 в весе до 60 кг Рамин Ибрагимов. Рамин Ибрагимов до Игр заявлял, что, в отличие от Пекина и Лондона, в Рио он не волновался и чувствовал себя уверенно. Основными своими конкурентами он считал Мовлуда Ноура из Алжира и Шерзода Намозова из Узбекистана. А отсутствие российского дзюдоиста, по словам Ибрагимова, повышали его шансы на победу. Закиев же своими основными соперниками считал лидера рейтинга, Адильжана Туледыбаева из Узбекистана, японца Кенто Масаки, который выиграл Лондонскую Паралимпиаду и опытного дзюдоиста из Кубы, Янгалини Хименеса. Также до соревнований, Закиев заявил, что несправедливо, когда спортсмены всех трёх категорий (B1 с полным отсутствием зрения, в котором выступает Закиев, B2 и B3, в которых выступают дзюдоисты, которые немного могут видеть) соревнуются вместе. По словам Закиева, дзюдоист с частичной потерей зрения опережает незрячего в реакции и имеет преимущество в быстром приёме. Закиев заявил, что спортсмены с частичной потерей зрения видят в нём фаворита и изучают его манеру борьбы и поэтому с каждым годом Закиеву становится всё сложнее бороться.
В итоге, и Закиев и Ибрагимов завершили Паралимпиаду без медалей. Закиев на старте же проиграл будущему чемпиону Туледыбаеву, а в схватке за бронзу — Хименесу. Причину неудачного выступления Закиева Рамиль Гасымов объяснил тем, что у него упало давление и были проблемы со здоровьем. Ибрагимов сумел дойти до финала, где также проиграл будущему чемпиону из Узбекистана Шерзоду Намозову, в поединке же за третье место — монгольскому спортсмену. В схватке за бронзу проиграл и Кянан Абдуллаханлы. Единственная представительница страны в соревнованиях по дзюдо Сабина Абдуллаева также завершила Игры без наград.
Остальным членам сборной удалось завоевать медали. Так, Ровшан Сафаров в весовой категории до 81 кг выиграл бронзу, Байрам Мустафаев — серебряную медаль в весе до 66 кг, а Рамиль Гасымов, уже принимавший участие на Олимпиаде 2008 года, стал паралимпийским чемпионом, выиграв в финале Дмитрия Соловьёва из Украины, которого уже побеждал в финале последнего чемпионата Европы. Медаль Гасымова в итоге стала единственной золотой медалью сборной Азербайджана на Паралимпийских играх в Рио-де-Жанейро, а также 9-й золотой медалью Азербайджана в истории Паралимпиад. Гасымов стал седьмым спортсменом из Азербайджана, выигравшим золото на Паралимпийских играх.
Мужчины
| Спортсмен          | Категория    | 1/8 финала                 | Четвертьфинал                  | Полуфинал                    | Полуфинал                    | Финал                       | Финал |
| Спортсмен          | Категория    | Соперник Результат         | Соперник Результат             | Соперник Результат           | Соперник Результат           | Соперник Результат          | Место |
| ------------------ | ------------ | -------------------------- | ------------------------------ | ---------------------------- | ---------------------------- | --------------------------- | ----- |
| Рамин Ибрагимов    | до 60 кг     | Г. Гауто (ARG) В 112:000   | А. Сарыев (KAZ) В 100:002      | Ш. Намозов (UZB) П 000:100   | Ш. Намозов (UZB) П 000:100   | За 3-е место                | 5     |
| Рамин Ибрагимов    | до 60 кг     | Г. Гауто (ARG) В 112:000   | А. Сарыев (KAZ) В 100:002      | Ш. Намозов (UZB) П 000:100   | Ш. Намозов (UZB) П 000:100   | У. Болормаа (MGL) П 000:100 | 5     |
| Байрам Мустафаев   | до 66 кг     | Не участвовал              | Х. Оливейра (BRA) В 010:000    | C. Фуджзмото (JPN) В 100:000 | C. Фуджзмото (JPN) В 100:000 | У. Нигматов (UZB) П 000:110 | 2     |
| Рамиль Гасымов     | до 73 кг     | Не участвовал              | Х. Родригес (CUB) В 000:000    | Н. Конрхашш (GER) В 100:000  | Н. Конрхашш (GER) В 100:000  | Д. Соловьёв (UKR) В 110:000 | 1     |
| Ровшан Сафаров     | до 81 кг     | А. Козлов (BLR) В 110:000  | А. Косинов (UKR) П 000:110     | Утешительная схватка         | Утешительная схватка         | За 3-е место                | 3     |
| Ровшан Сафаров     | до 81 кг     | А. Козлов (BLR) В 110:000  | А. Косинов (UKR) П 000:110     | Х. Эффрон (ARG) В 100:000    | Х. Эффрон (ARG) В 100:000    | Дж. Дрейн (GBR) В 102:000   | 3     |
| Кянан Абдуллаханлы | до 100 кг    | А. Поминов (UKR) В 101:000 | Г. Чою (KOR) П 000:101         | Утешительная схватка         | Утешительная схватка         | За 3-е место                | 5     |
| Кянан Абдуллаханлы | до 100 кг    | А. Поминов (UKR) В 101:000 | Г. Чою (KOR) П 000:101         | Х. Ализаде (IRI) В 000:000   | Х. Ализаде (IRI) В 000:000   | Ш. Шарипов (UZB) П 000:001  | 5     |
| Ильхам Закиев      | свыше 100 кг | Не участвовал              | А. Тулендибаев (UZB) П 000:100 | Утешительная схватка 1       | Утешительная схватка 2       | За 3-е место                | 5     |
| Ильхам Закиев      | свыше 100 кг | Не участвовал              | А. Тулендибаев (UZB) П 000:100 | Б. Гудрих (USA) В 102:000    | Д. Ходжсон (GBR) В 001:000   | Я. Хименес (CUB) П 000:001  | 5     |

Женщины
| Спортсменка       | Категория | Четвертьфинал           | Полуфинал              | Финал                 | Финал |
| Спортсменка       | Категория | Соперник Результат      | Соперник Результат     | Соперник Результат    | Место |
| ----------------- | --------- | ----------------------- | ---------------------- | --------------------- | ----- |
| Сабина Абдуллаева | до 57 кг  | Х. Юнко (JPN) П 000:100 | Утешительная схватка   | За 3-е место          | 7     |
| Сабина Абдуллаева | до 57 кг  | Х. Юнко (JPN) П 000:100 | Л. Ван (CHN) П 000:100 | Завершила выступление | 7     |

### Лёгкая атлетика
Мужчины
| Спортсмен                                                     | Дисциплина               | Предварительный раунд | Предварительный раунд | Полуфинал            | Полуфинал            | Финал                 | Финал                 |
| Спортсмен                                                     | Дисциплина               | Результат             | Место                 | Результат            | Место                | Результат             | Место                 |
| ------------------------------------------------------------- | ------------------------ | --------------------- | --------------------- | -------------------- | -------------------- | --------------------- | --------------------- |
| Кямиль Алиев                                                  | Прыжки в длину, Т12      | Не проводился         | Не проводился         | Не проводился        | Не проводился        | 7,05 м                | 2                     |
| Руфат Рафиев                                                  | Толкание ядра, F36       | Не проводился         | Не проводился         | Не проводился        | Не проводился        | 13.72 м PB            | 4                     |
| Эльчин Мурадов*                                               | Бег на 100 м, Т11        | DSQ                   | DSQ                   | Завершил выступление | Завершил выступление | Завершил выступление  | Завершил выступление  |
| Эльчин Мурадов*                                               | Прыжки в длину, Т11      | Не проводился         | Не проводился         | Не проводился        | Не проводился        | 6,09 м                | 5                     |
| Эльмир Джабраилов**                                           | Бег на 100 м, Т12        | 11,27 с               | 3 Q                   | Не проводился        | Не проводился        | 11,51                 | 4                     |
| Эльмир Джабраилов**                                           | Бег на 200 м, Т12        | DNS                   | DNS                   | Завершиливыступление | Завершиливыступление | Завершиливыступление  | Завершиливыступление  |
| Эльмир Джабраилов**                                           | Бег на 400 м, Т12        | 49,74 с               | 3 Q                   | 50,17 с              | 3                    | Завершил выступление  | Завершил выступление  |
| Самир Набиев                                                  | Толкание ядра, F56/57    | Не проводился         | Не проводился         | Не проводился        | Не проводился        | 13,67 м               | 7                     |
| Олохан Мусаев                                                 | Метание диска, F54/55/56 | Не проводился         | Не проводился         | Не проводился        | Не проводился        | 40,93 м SB            | 4                     |
| Олег Панютин                                                  | Прыжки в длину, T12      | Не проводился         | Не проводился         | Не проводился        | Не проводился        | 6,88 м                | 7                     |
| Эльмир Джабраилов** Камиль Алиев Эльчин Мурадов* Олег Панютин | Эстафета 4Х100 м, Т11-13 | Не проводился         | Не проводился         | DNS                  | DNS                  | Завершили выступление | Завершили выступление |

Женщины
| Спортсменка    | Дисциплина            | Предварительный раунд | Предварительный раунд | Полуфинал     | Полуфинал     | Финал                 | Финал                 |
| Спортсменка    | Дисциплина            | Результат             | Место                 | Результат     | Место         | Результат             | Место                 |
| -------------- | --------------------- | --------------------- | --------------------- | ------------- | ------------- | --------------------- | --------------------- |
| Ирада Алиева   | Метание копья, F12/13 | Не проводился         | Не проводился         | Не проводился | Не проводился | 42.58 м PR            | 2                     |
| Елена Чебану** | Бег на 100 м, Т12     | 12,24 с               | 2 Q                   | 11,81 с       | 1 Q           | 11,71 с               | 2                     |
| Елена Чебану** | Бег на 200 м, Т12     | 24,16 с               | 1 Q                   | Не проводился | Не проводился | 23,8 c                | 3                     |
| Елена Чебану** | Бег на 400 м, Т12     | 56,53 с               | 2                     | Не проводился | Не проводился | Завершила выступление | Завершила выступление |
| Елена Чебану** | Прыжки в длину, Т12   | Не проводился         | Не проводился         | Не проводился | Не проводился | 5,56 м PB             | 2                     |

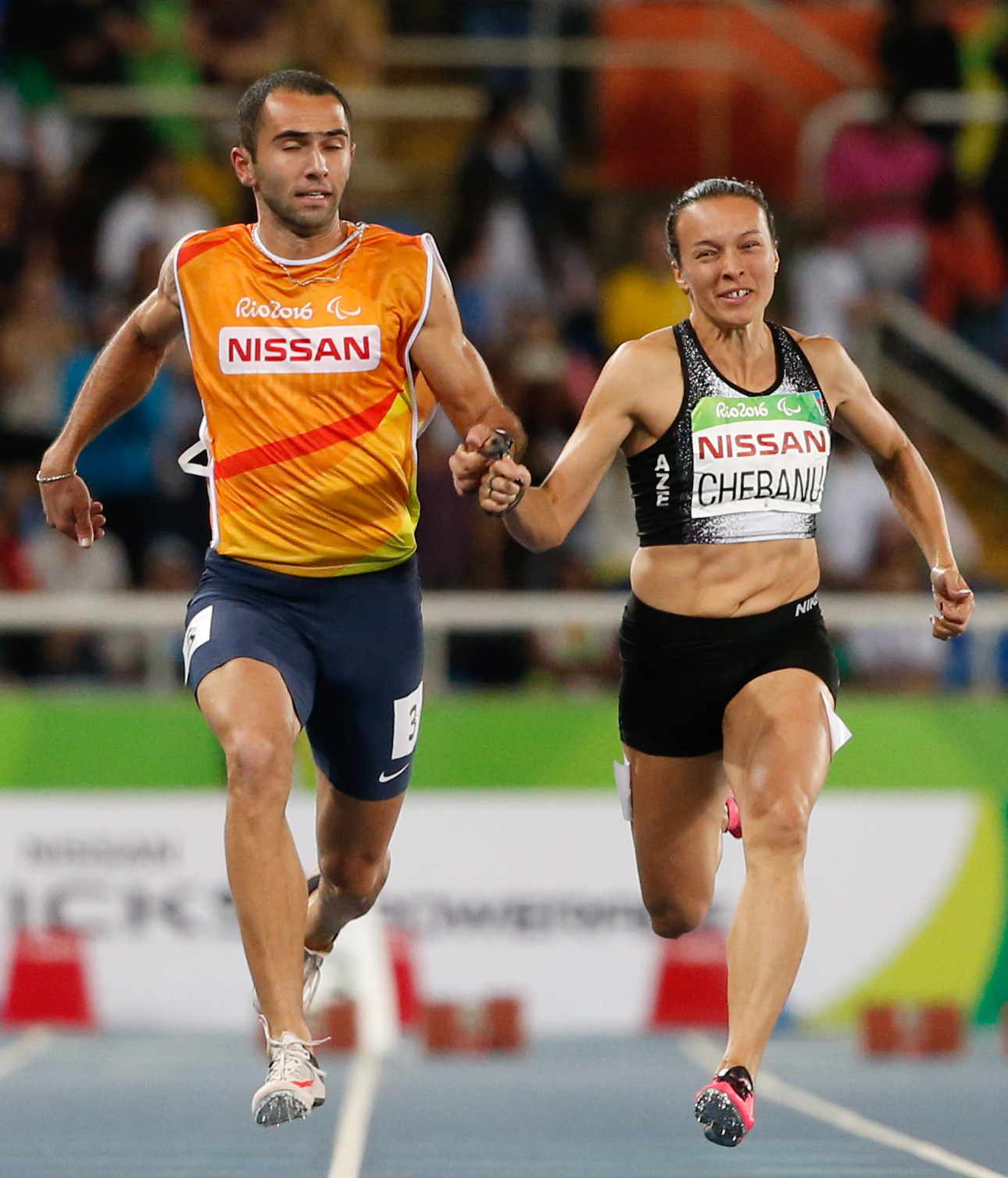
Елена Чебану и её гид Хаким Ибрагимов в беге на 100 м

* Спортсмены, выступающие в дисциплине T11, практически не видят, и потому выступают вместе со своими зрячими гидами. Гидом Мурадова был Хаким Ибрагимов.
** Спортсмены, выступающие в дисциплине T12, могут видеть предметы на расстоянии не более 2 м, и потому могут выступать вместе со своими зрячими гидами. Гидом Джабраилова (в беге на 400 м) и Чебану был Хаким Ибрагимов.

### Пауэрлифтинг
Мужчины
| Спортсмен       | Категория    | Результаты | Место |
| --------------- | ------------ | ---------- | ----- |
| Разм Азар       | До 65 кг     | 182 кг     | DNF   |
| Эльшан Гусейнов | Свыше 107 кг | 232 кг     | DNF   |

### Плавание
Мужчины
| Спортсмен     | Дисциплина                | Квалификация | Квалификация | Финал                | Финал                |
| Спортсмен     | Дисциплина                | Время        | Место        | Время                | Место                |
| ------------- | ------------------------- | ------------ | ------------ | -------------------- | -------------------- |
| Дмитрий Салей | 50 м вольным стилем, S12  | 24,40 с      | 1 Q          | 24,29 с              | 2                    |
| Дмитрий Салей | 100 м вольным стилем, S13 | 53,82 с      | 6 Q          | 54.73                | 8                    |
| Дмитрий Салей | 100 м баттерфляем, S13    | 58.83 с      | 2 Q          | 58.16 с              | 5                    |
| Дмитрий Салей | 100 м на спине, S12       | 1:02.63 мин  | 4 Q          | 1:02.60              | 6                    |
| Дмитрий Салей | 100 м брассом, S12        | 1:08.68 мин  | 2 Q          | 1:08.80 мин          | 2                    |
| Дмитрий Салей | 200 м смешанный, SM13     | 2:16.31 мин  | 4 Q          | 2:13.83 мин          | 4                    |
| Роман Салей   | 50 м вольным стилем, S12  | 24,43 с      | 2 Q          | 24,45 с              | 4                    |
| Роман Салей   | 100 м вольным стилем, S13 | 54,32 с      | 9            | Завершил выступление | Завершил выступление |
| Роман Салей   | 400 м вольным стилем, S13 | 4:13.83 мин  | 4 Q          | 4:19.34 мин          | 7                    |
| Роман Салей   | 100 м баттерфляем, S13    | 58.40 с      | 3 Q          | 58.11 с              | 4                    |
| Роман Салей   | 100 м на спине, S12       | 1:01.58 мин  | 1 Q          | 1:00.91 мин          | 2                    |
| Роман Салей   | 200 м смешанный, SM13     | 2:19.37 мин  | 9            | Завершил выступление | Завершил выступление |

### Стрельба из лука
| Спортсменка    | Дисциплина                     | Рейтинговый раунд | Рейтинговый раунд | 1/16 финала           | 1/8 финала            | Четвертьфинал         | Полуфинал             | Финал                 | Финал                 |
| Спортсменка    | Дисциплина                     | Очки              | Место             | Соперник Результат    | Соперник Результат    | Соперник Результат    | Соперник Результат    | Соперник Результат    | Место                 |
| -------------- | ------------------------------ | ----------------- | ----------------- | --------------------- | --------------------- | --------------------- | --------------------- | --------------------- | --------------------- |
| Зинйет Велиева | Индивидуальные изогнутый W1/W2 | 472               | 31                | З. Немати (IRI) П 0:6 | Завершила выступление | Завершила выступление | Завершила выступление | Завершила выступление | Завершила выступление |

### Стрельба
Женщины
| Спортсменка    | Дисциплина                         | Квалификация | Квалификация | Финал                 | Финал                 |
| Спортсменка    | Дисциплина                         | Счёт         | Место        | Счёт                  | Место                 |
| -------------- | ---------------------------------- | ------------ | ------------ | --------------------- | --------------------- |
| Елена Таранова | 10 м, пневматический пистолет, SH1 | 370          | 5 Q          | 148,8                 | 4                     |
| Елена Таранова | 25 м, пистолет, SH1                | 560          | 13           | Завершила выступление | Завершила выступление |
| Елена Таранова | 50 м, пистолет, SH1                | 503          | 25           | Завершила выступление | Завершила выступление |